# アルザスの青い空
『アルザスの青い空 LE CIEL BLEU D'ALSACE』（アルザスのあおいそら）は、1985年にフジテレビ系の『ナショナル木曜劇場』枠で放映されたテレビドラマ。フランス・アルザス地方で、ニーデルモルシュヴィル村を中心にロケーション撮影された。なお、アルザスでのロケ期間は1985年5月21日から7月8日まで、及び同年8月29日から10月17日までの2期間だった。
放送期間は1985年10月10日から12月26日までで全12話。

## あらすじ
吉村行雄はドイツのデュッセルドルフで貿易会社を経営していたが倒産。妻は家を省みない夫をおき娘と日本へ帰る。やけになって運転し、フランスのニーデル村で事故をおこす。吉村はシャルル神父らと出会い、やがて村で暮らし始める。その後、富田明、井沢大助、谷山雄一も吉村と一緒に暮らし、村の子供達とサッカーチームを作り大会に出場する。吉村は村でぶどう畑を手伝ったり、子供達のサッカーチームのコーチをしたりする。新学期が近づき明と雄一は親の所に戻り、大助も親が迎えにきて日本に帰国する。秋になり妻と娘がニーデル村にやってきて、再び一緒に村で暮らし始める。

## 出演
（参考：）
- 吉村行雄〈34〉：山下真司
大学時代にサッカー選手で、3年連続全日本のイレブンに選ばれる。デュッセルドルフ で「吉村インターナショナル貿易」を経営していたが倒産する。その後飼い犬を連れてニーデル（ニーデルモルシュヴィル・Niedermorschwihr[2]）村へ移り、ぶどう畑を手伝いながら生活する。
- 吉村彩子〈30〉：坂口良子
吉村行雄の妻。日本に戻り佐野花代の紹介で「リビングサービス・宅急便」でトラックドライバーを始める。仕事一途の夫を理解出来ず、自分一人だけで日本で自活する道を模索し始める。
- 吉村純子〈10〉：藤田亜里早
小学5年生。吉村行雄の娘。母・彩子と一緒に帰国。幼いながらも父との絆を保ち、母を励ましている。
- 中島夏子〈20〉：荻野目慶子
大学生。留学生で夏休みでシャルル神父の所へストラスブールから遊びに来ている。陰ながら行雄を支えている。
- シャルル神父〈55〉：E・H・エリック
フランス人。横浜で中島夏子の父中島神父と知り合う。伝道活動で日本に居たこともあって、日本語を上手に話す。あれやこれやと行雄や大助らの力になっている。
- 井沢順次〈37〉：矢崎滋
大助の父親。吉村の友人で会社の元同僚。アルコール中毒の妻に何もできず、ドイツ人の女と住んで家に帰ってこない。
- 井沢良美〈33〉：高沢順子
大助の母親。多忙な夫に付いて行けず、またその夫が帰ってこなく、孤独感とホームシックもあって重度のアルコール中毒になる。
- 井沢大助〈10〉：岩国誠
小学5年生。吉村の娘の同級生。家に帰らない父親と、アルコールを飲む母親を嫌って家出し、吉村の車に密かに隠れてドイツからフランスにパスポートなしで入国（密入国？）。吉村と一緒に暮らし始める。
- 藤川俊夫〈44〉：岸部一徳
吉村彩子の兄。東京近郊で父から譲り受けたディスカウントセール店「藤川時計宝石店」を経営する。妹と姪の同居で肩身が狭い。
- 藤川百合子〈37〉：浅利香津代
俊夫の妻。家業の時計宝石店の外商を手伝っている。強めの性格で家計には細かい。
- 藤川祐介〈64〉：千秋実
吉村彩子の父親。藤川時計宝石店の前店主で、息子の俊夫に店を譲ってからは隠居の身。同居する彩子と純子の母子を心配している。
- 藤川陽子：相川佳子
藤川俊夫と百合子の娘。
- 藤川鉄矢〈9〉：右田聡一郎
藤川俊夫と百合子の息子。
- 富田明〈14〉：矢野泰二
中学3年生。親はパリで寿司屋をしている。家出してコルマールで吉村と会い、一緒に暮らし始める。
- 谷山雄一〈9〉：本山真二
小学生。両親共に医者であり、赤十字の要請でテヘランに行くことになった。危険な所なのでシャルル神父が預かってきて、吉村と一緒に暮らし始める。
- 松岡治男〈40〉：地井武男
小田友子の兄で弁護士。妻と離婚し息子・憲治(5)がいる。吉村彩子に好意を寄せる。
- 小田友子：根岸季衣
吉村彩子の友達。「リビングサービス・宅急便」でトラックドライバーをしている。
- 佐野花代：中島唱子
- 石井愃一
吉村彩子の上司。「リビングサービス・宅急便」の主任。
- 大林丈史
- 芦沢孝子
- 高橋昌也
- 高橋良明
- 庄司永建
- 喜多道枝

## スタッフ
- 脚本：大久保昌一良 （全話担当）
- プロデュース：中村敏夫、山田良明
- 演出：戸國浩器、松田秀知、西崎束
- 音楽：菊池俊輔
- 制作・著作：フジテレビ

## サブタイトル
| 話数   | 放送日   | サブタイトル        | ラテ欄サブタイトル               | 演出     |
| ------ | -------- | ------------------- | -------------------------------- | -------- |
| 第1話  | 10月10日 | PRINTEMPS（春） 1er | さようならパパ! 父と娘突然の別れ | 戸國浩器 |
| 第2話  | 10月17日 | PRINTEMPS 2ème      | 小さな亡命者                     | 戸國浩器 |
| 第3話  | 10月24日 | PRINTEMPS 3ème      | 日仏わんぱく大戦争               | 戸國浩器 |
| 第4話  | 10月31日 | PRINTEMPS 4ème      | パパ、大変! ママが…              | 西崎束   |
| 第5話  | 11月7日  | PRINTEMPS 5ème      | イジメられてたまるか             | 戸國浩器 |
| 第6話  | 11月14日 | ÉTÉ（夏） 1er       | パパ会ってください!              | 松田秀知 |
| 第7話  | 11月21日 | ÉTÉ 2ème            | パパの隣りで寝ています           | 松田秀知 |
| 第8話  | 11月28日 | ÉTÉ 3ème            | 生きてておじいちゃん             | 西崎束   |
| 第9話  | 12月5日  | ÉTÉ 4ème            | 私をおいて行くパパ               | 松田秀知 |
| 第10話 | 12月12日 | ÉTÉ 5ème            | 別れるって本当! ママ             | 西崎束   |
| 第11話 | 12月19日 | AUTOMNE（秋） 1er   | ぶつかれ! 全力疾走だ             | 戸國浩器 |
| 第12話 | 12月26日 | AUTOMNE 2ème        | 響け幸福の大合唱                 | 戸國浩器 |

## エピソード
- 本作の制作開始のきっかけは、当時のアルザス東京事務所（当時フランスの一地域が単独で東京に事務所を開設しているのはアルザスだけだった）の所長（フランスに十数年の滞在歴があった）が、ソーラーシステムの仕事を通じてフジテレビ勤務の人と知り合い、同じ海外ロケーション撮影によるフジのドラマ『オレゴンから愛』をこの所長も観ていて、雑談の中から「アルザスが舞台のドラマも出来ないか」といった話題が上がって発展していったことが発端だったという[1]。
- 現地のニーデルモルシュヴィル村、アルザス地方での村人役で出演している人は全員本物の現地の村人である。プロデューサーが声をかけたり、オーディションを行うなどして選出した。プロデューサーの中村敏夫は彼ら村人の出演について「エキストラなんてものじゃなく、もう立派な演技者。何をやっても決まってしまう」と話している[1]。